# Самсун (ил)
Самсу́н (тур. Samsun) – ил на севере Турции.

## География
С севера территория ила омывается водами Чёрного моря, устья рек Кызылырмак (Кызыл-Ирмак), Ешильырмак (Ешиль-Ирмак).
Ил Самсун граничит с илами (с запада на восток): Синоп, Чорум, Амасья, Токат, Орду.

## Население
Население – 1 209 137 жителей по переписи 2009 года, 1 187 тыс. по оценке 2007 года.
Крупнейшие города – Самсун (363 тыс. жителей в 2000 году), Бафра, Сезиркёпрю (Везиркёпрю), Терме, Чаршамба.

## Административное деление

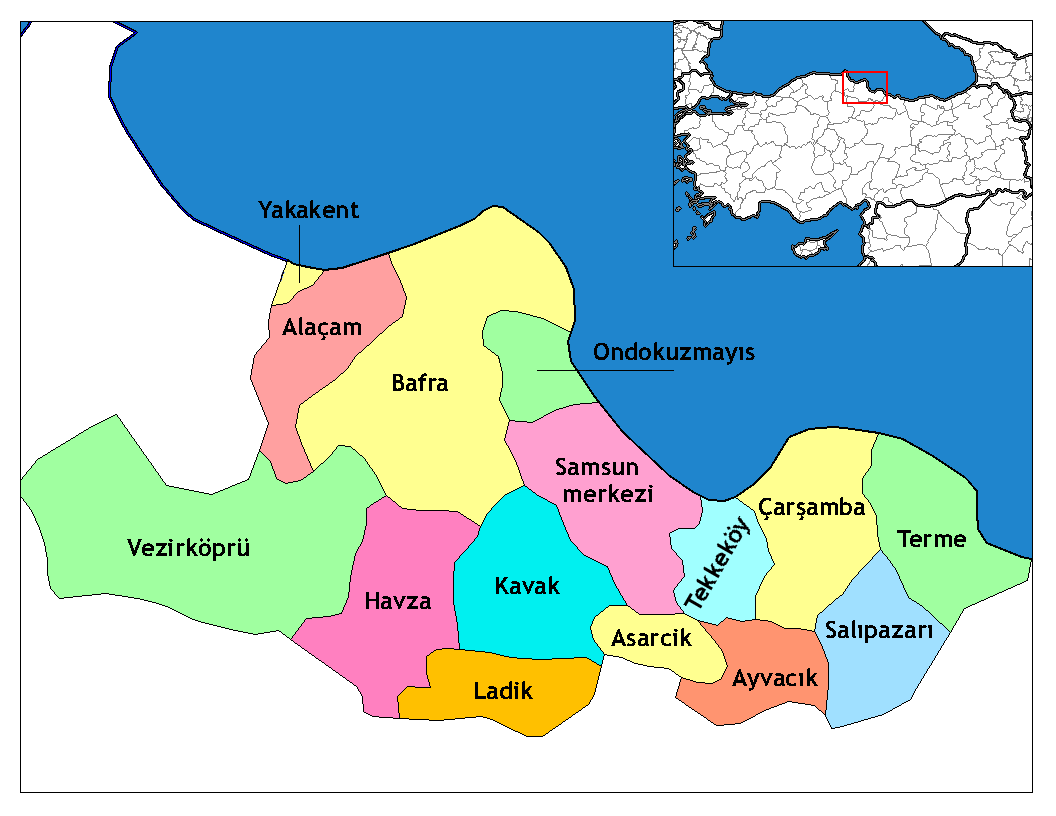

Ил Самсун делится на 17 районов, 4 из которых являются районами города Самсун:
1. Илкадым (İlkadım)
2. Джаник (Canik)
3. Атакум (Atakum)
4. Теккекёй (Tekkeköy)
5. Алачам (Alaçam)
6. Асарджык (Asarcık)
7. Афваджык (Ayvacık)
8. Бафра (Bafra)
9. Чаршамба (Çarşamba)
10. Хавза (Havza)
11. Кавак (Kavak)
12. Ладик (Ladik)
13. Ондокузмайыс (Ondokuzmayıs)
14. Салыпазары (Salıpazarı)
15. Терме (Terme)
16. Везиркёпрю (Vezirköprü)
17. Якакент (Yakakent)

## Экономика
Табаководство и табачная промышленность являются основой экономики ила. Также развиты пищевая и текстильная промышленности, животноводство, садоводство, туризм.
Порт Самсун один из крупнейших черноморских портов Турции.